# 신계행
신계행(1960년 1월 30일 ~ )은 대한민국의 가수이다. 제주여자상업고등학교를 졸업한 뒤 1985년 《신계행 1집》으로 가요계에 데뷔했다.

## 대표곡
- 《안개 걷히는 날》
- 《가을사랑》
- 《사랑 그리고 이별》
- 《사랑이 온다》
- 《소중한 사람》

## 앨범
- 1집 《신계행 1집》(1985년)
- 2집 《신계행 2집》(1988년)
- 3집 《신계행 3집》(1991년)
- 4집 《사랑이 온다》(2006년)
- 5집 《소중한 사람》(2016년)